# De tovenaar van Oz
De tovenaar van Oz (originele titel The Wonderful Wizard of Oz) is een Amerikaans kinderboek uit 1900, geschreven door L. Frank Baum. Het boek is het eerste en bekendste deel uit een uitgebreide reeks boeken over het Land van Oz. Het boek werd voor het eerst gepubliceerd door George M. Hill. Het boek kreeg vooral bekendheid door de vele bewerkingen die ervan zijn gemaakt, waaronder de verfilming uit 1939. De eerste Nederlandse vertaling verscheen in 1940 onder de titel De Grote Tovenaar van Oz. De vertaling was van Henrik Scholte en de illustraties van Rein van Looy. Deze illustraties sloten meer aan bij de film uit 1939 dan bij Denslows illustraties voor de oorspronkelijke uitgave uit 1900.
Baum droeg het boek op aan zijn vrouw, Maud Gage Baum. Het boek bevindt zich in de Verenigde Staten sinds 1956 in het publiek domein. Het boek is door analisten regelmatig onder de loep genomen vanwege mogelijke referenties naar de politiek die erin zijn verwerkt.

## Inhoud

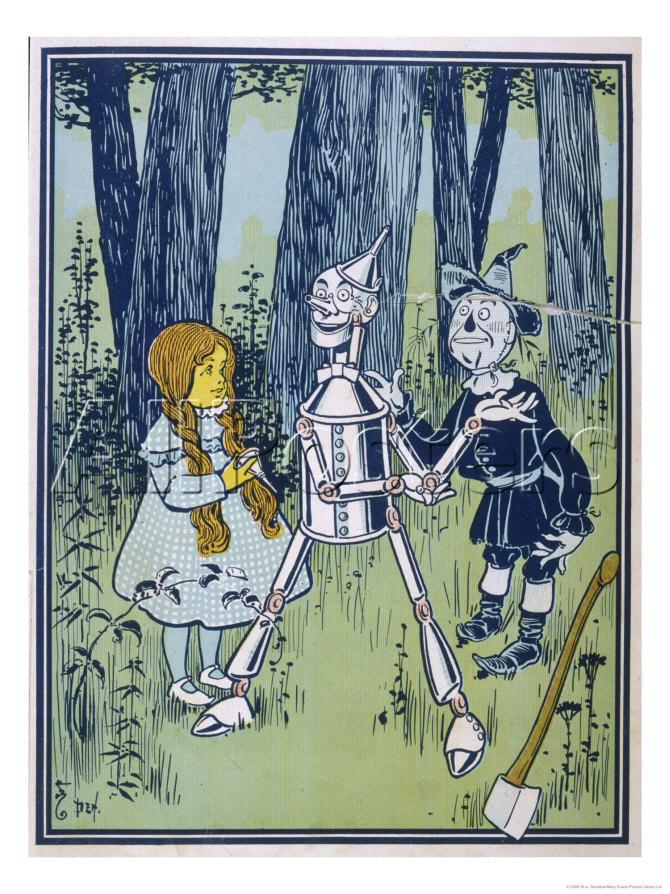
Dorothy met de vogelverschrikker en de blikken man

Het boek gaat over het meisje Dorothy Gale uit de Amerikaanse staat Kansas, waar ze samen met haar oom Henry, haar tante Em, en haar hondje Toto woont. Op een dag wordt de boerderij van de familie getroffen door een tornado. Henry en Em kunnen tijdig de schuilkelder bereiken, maar Dorothy en Toto blijven in het huis achter wanneer dit door de tornado wordt opgezogen.
De tornado blaast het huis naar een Fantasieland, het Land van Oz. Bij de landing komt het huis boven op een slechte heks terecht, die door de klap sterft. Zodoende bevrijdt Dorothy onbedoeld de lokale bevolking van haar tirannie. Kort na haar landing ontmoet Dorothy een goede heks, die haar uit dank de zilveren schoenen van de slechte heks geeft. Volgens haar kan Dorothy alleen terugkeren naar Kansas door de grote tovenaar van Oz om hulp te vragen. Hij woont in de Stad van Smaragd (Emerald City) in het midden van het land. Om daar te komen moet Dorothy een pad van gele klinkers volgen.
Onderweg ontmoet Dorothy een bont gezelschap van andere figuren die om hun eigen redenen de tovenaar om hulp willen vragen:
- Een levende vogelverschrikker die door Dorothy wordt bevrijd uit het graanveld waar hij staat. Hij gaat mee in de hoop dat de tovenaar hem hersenen kan geven.
- De blikken man: een voormalige houthakker die door toedoen van de door Dorothy gedode slechte heks nu een volledig metalen lichaam heeft. Hij wil graag een hart zodat hij weer emoties kan voelen.
- Een bange leeuw die hoopt dat de tovenaar hem meer moed kan geven.

Samen overwinnen ze onderweg een groot aantal hindernissen.

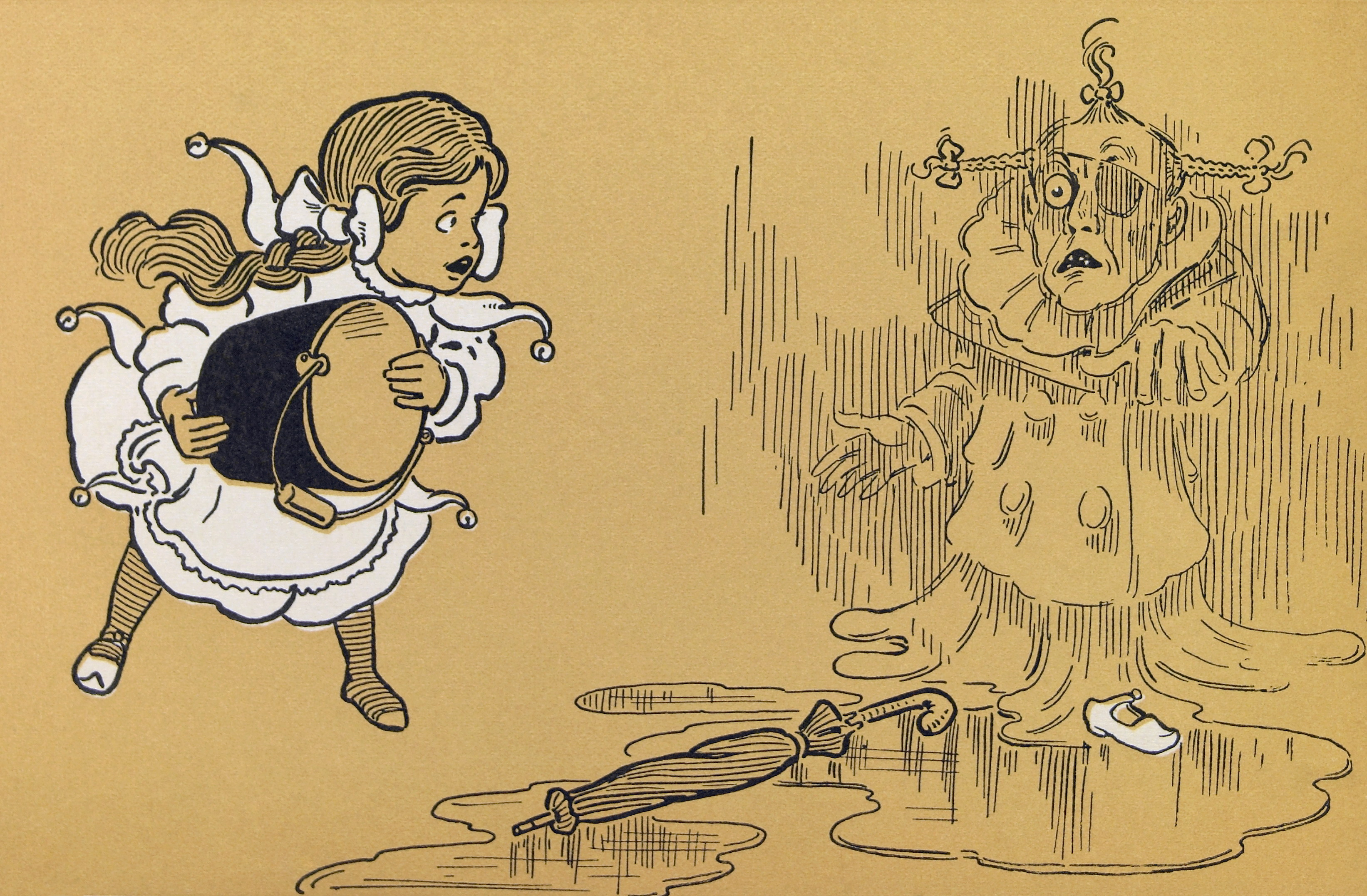
De heks smelt

Na een lange reis bereikt de groep de stad. De tovenaar staat elk lid van de groep te woord, telkens in een andere gedaante. Hij wil hen best helpen, maar dan moeten ze voor hem eerst een andere slechte heks, de Boze Heks van het Westen, verslaan. De groep begeeft zich dus naar het stuk van Oz waar zij over heerst. De heks probeert de groep tegen te houden door onder andere wolven, kraaien en bijen op hen af te sturen, maar de groep kan hen telkens afschudden. Uiteindelijk wordt de groep gevangen door de gevleugelde apen van de heks, die hen naar haar toe brengen. In het kasteel komt het tot een confrontatie tussen de groep en de heks zelf. Dorothy verslaat de heks door water over haar heen te gooien, zodat ze smelt.
Terug in de Stad van Smaragd ontdekt de groep tot hun woede dat de tovenaar van Oz helemaal geen tovenaar is. Hij is in werkelijkheid een oude man die ooit via een luchtballon per ongeluk in Oz is beland, en zich via trucs en illusies voordoet als een tovenaar. Hij maakt het echter goed door de vogelverschrikker, de leeuw en de blikken man zo goed als mogelijk te geven wat ze willen. Hij biedt tevens aan om Dorothy en Toto naar huis te brengen in dezelfde ballon die hem naar Oz heeft gebracht. Omdat Toto er echter op het laatste moment vandoor gaat en Dorothy hem terug probeert te halen, vertrekt de ballon zonder haar.
Dorothy krijgt echter een tweede kans op een terugkeer naar huis; in het zuiden van Oz woont nog een goede heks, Glinda, die haar mogelijk kan helpen. De reis naar haar huis blijkt al net zo gevaarlijk als de reis naar de Stad van Smaragd, maar de groep slaagt erin Glinda te bereiken. Glinda onthult aan Dorothy dat ze al die tijd al naar huis kon; de zilveren schoenen kunnen haar overal naartoe brengen. Na afscheid te hebben genomen van haar vrienden keert Dorothy huiswaarts.

## Illustraties
Het boek werd geïllustreerd door Baums vriend en collega W.W. Denslow, die ook mede-eigenaar was van het auteursrecht op het boek. Het boek had, wat voor die tijd erg ongewoon was, op elke pagina afbeeldingen. De afbeeldingen waren bovendien in kleur, met voor elke afbeelding achtergronden in verschillende kleuren.

## Interpretatie
Het verhaal wordt doorgaans beschouwd als een parabel op de hervorming van het Amerikaanse muntstelsel die voorgesteld werd door de populistische presidentskandidaat William Jennings Bryan. In deze lezing trekt Dorothy over de gele weg van de gouden standaard, in het gezelschap van de hersenloze boerenklasse (die zich diep in de schulden had gestoken en daardoor hard getroffen werd door de recessie van de jaren 1890), het harteloze proletariaat (dat geen solidariteit met de boeren betoonde) en de laffe politiek (die niet ingreep). De heksen van het oosten en het westen zijn dan de bankiers van de Amerikaanse oost- en westkusten.

## Inspiratie
Volgens Baum waren de sprookjes van de gebroeders Grimm en Hans Christian Andersen een belangrijke inspiratiebron voor zijn verhaal. In zijn voorwoord bij The Wonderful Wizard of Oz zegt hij dat hij vindt dat de sprookjes van Grimm en Andersen verouderd zijn vanwege het hoge gehalte aan moraal en de vaak bittere afloop, hij beoogde met zijn boek een verhaal te schrijven dat kinderen zorgeloos konden lezen.
De Stad van Smaragd zou volgens een populair gerucht gebaseerd zijn op een kasteelvormig gebouw in Holland, Michigan, waar Baum zijn zomer regelmatig doorbracht. Ook zou Hotel del Coronado in San Diego (California) tot de inspiratiebronnen behoren. Dit is echter onwaarschijnlijk, het is waarschijnlijker dat Baum zijn hoofdstad voor het Land van Oz heeft gebaseerd op de White City (Witte Stad) van de wereldexpositie (World's Columbian Exposition) van 1893 die werd gehouden in Chicago waar hij speciaal voor de gelegenheid naartoe verhuisde.

## Impact
De tovenaar van Oz werd een bestseller. Het verhaal is inmiddels in meer van 50 talen vertaald, zij het af en toe met aanpassingen aan het verhaal. Zo is de blikken man in een Indische vertaling vervangen door een slang. Naar aanleiding van het succes, schreef Baum 16 vervolgdelen en 11 andere werken (waaronder toneelstukken en korte verhalen) over het land van Oz. Na de dood van Baum publiceerde zijn uitgever nog 26 boeken over het land van Oz, gebaseerd op de oorspronkelijke verhalen van Baum. De meeste van deze boeken, 19 in totaal, werden geschreven door Ruth Plumy Thompson.
De Russische auteur Alexander M. Volkov maakte in 1939 zijn eigen vertaling van het boek. De Sovjet-Unie erkende destijds geen buitenlandse auteursrechten, waardoor Baum en zijn familie niet hun deel van de opbrengst van deze vertaling kregen. Volkovs versie werd uitgebracht onder de titel De tovenaar van de smaragden stad (Волшебник Изумрудного Города). Leonid Vladimirsky schreef aan de hand van Volkovs versie twee eigen vervolgverhalen.
Referenties naar De tovenaar van Oz zijn veel terug te vinden in media en popcultuur. Sinds het boek in het publiek domein valt, hebben veel auteurs hun eigen aanvullende verhalen op het boek geschreven om gaten uit de reeks op te vullen of hun eigen draai te geven aan bepaalde gebeurtenissen in het boek. Zo kwam Gregory Maguire met een reeks boeken waarin het verleden van de slechte heks van het westen wordt uitgediept. Deze boeken volgen de lijn van de film The Wizard of Oz uit 1939 (met Judy Garland).

## Bewerkingen
Het boek is meerdere malen bewerkt voor film, televisie en theater. Een beknopt overzicht:

### Films
The Wonderful Wizard of OzEen stomme film uit 1910.
Wizard of OzEen film uit 1925 met een jonge Oliver Hardy.
The Wizard of OzWellicht de bekendste verfilming van het boek, geproduceerd in 1939, waarin de rol van Dorothy door Judy Garland werd vertolkt. Het lied Over the Rainbow is afkomstig uit deze film.
Journey Back to OzEen animatiefilm uit 1974.
The WizFilm met Diana Ross en Michael Jackson uit 1978.
De tovenaar van Ozeen Japanse animatiefilm uit 1982, oorspronkelijk in 1986 uitgebracht onder de titel Oz no Mahōtsukai. Deze versie heeft geen relatie met de gelijknamige animatieserie uit datzelfde jaar.
Return to OzFilm van Walt Disney Pictures uit 1985.
The Muppets' Wizard of OzEen muppetsversie van het verhaal uit 2005.
Oz the Great and PowerfulEen prequel uit 2013 die laat zien hoe de tovenaar zelf in Oz verzeilde en hoe hij de troon binnen de smaragden stad opeiste. Deze film werd geproduceerd door Walt Disney.

### Televisie
Tales of the Wizard of OzEen animatieserie uit 1960.
De tovenaar van OzEen Japanse animatieserie, oorspronkelijk uitgebracht in 1986 onder de titel Oz no Mahōtsukai, en vanaf 20 december 1986 tot 12 december 1987 in een Nederlands nagesynchroniseerde versie te zien bij de BRT en de VARA. Deze tekenfilm beperkte zich niet tot het eerste boek, maar volgde ook enkele delen uit de rest van de boekenreeks over het land van Oz.
The Oz Kidseen animatieserie van Disney uit 1986.

### Theater
Reeds in 1902 werd een toneelstuk gebaseerd op het boek uitgebracht. Hoewel het verhaal en de personages grotendeels hetzelfde zijn, was het stuk gericht op een ouder publiek dan het boek.
In 1975 verscheen The Wiz. Dit is een musical van het oorspronkelijke verhaal in een modern jasje. Beroemde nummers uit deze musical zijn A Brand New Day en Ease On Down The Road.
In 2011/2012 is ook Wicked verschenen in Nederland. Hierin staat het verhaal van Elphaba centraal, de latere boze heks van het westen. Het verhaal is gebaseerd op een boek van Gregory Maguire.

## Afbeeldingen

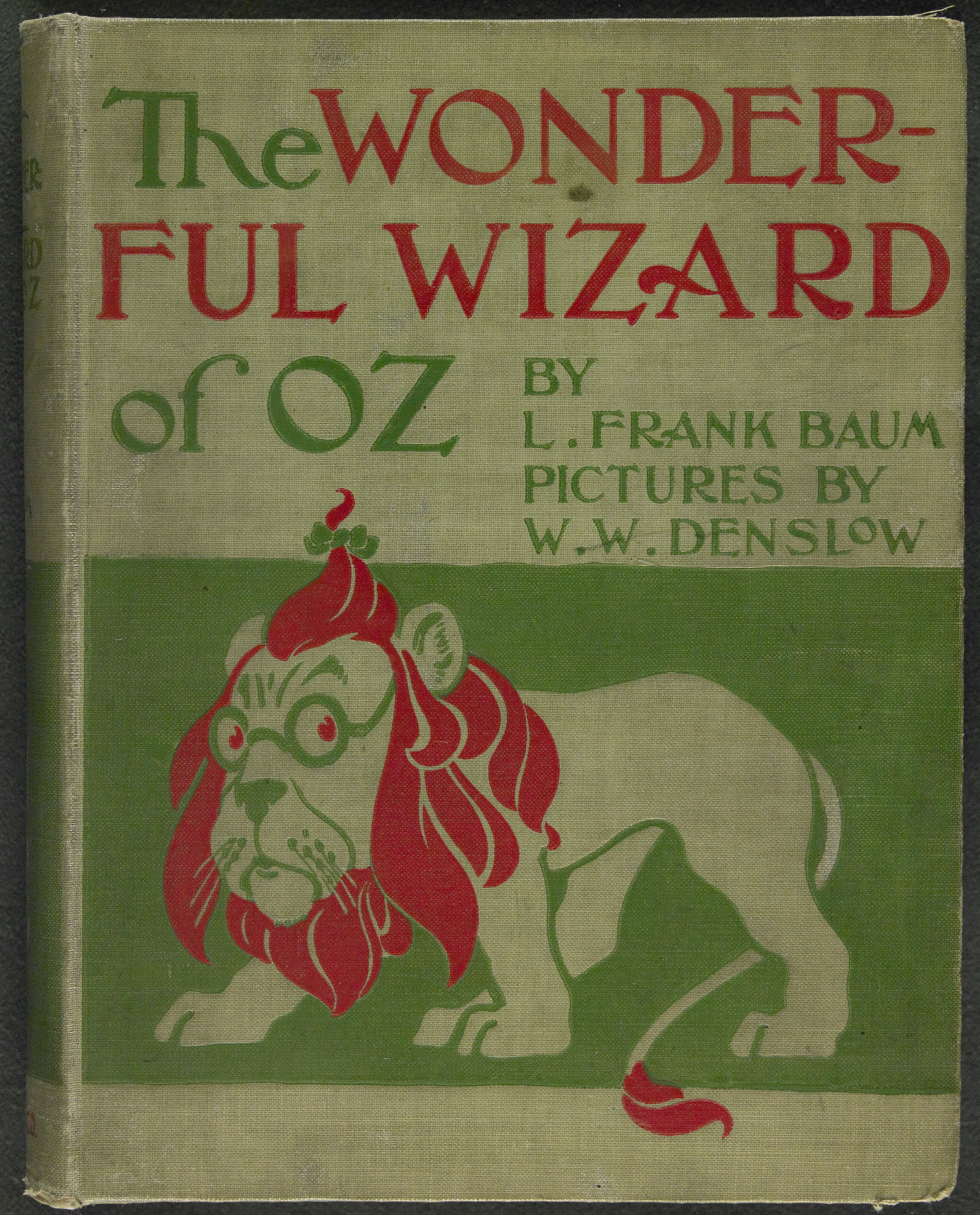
De tovenaar van Oz (1899)
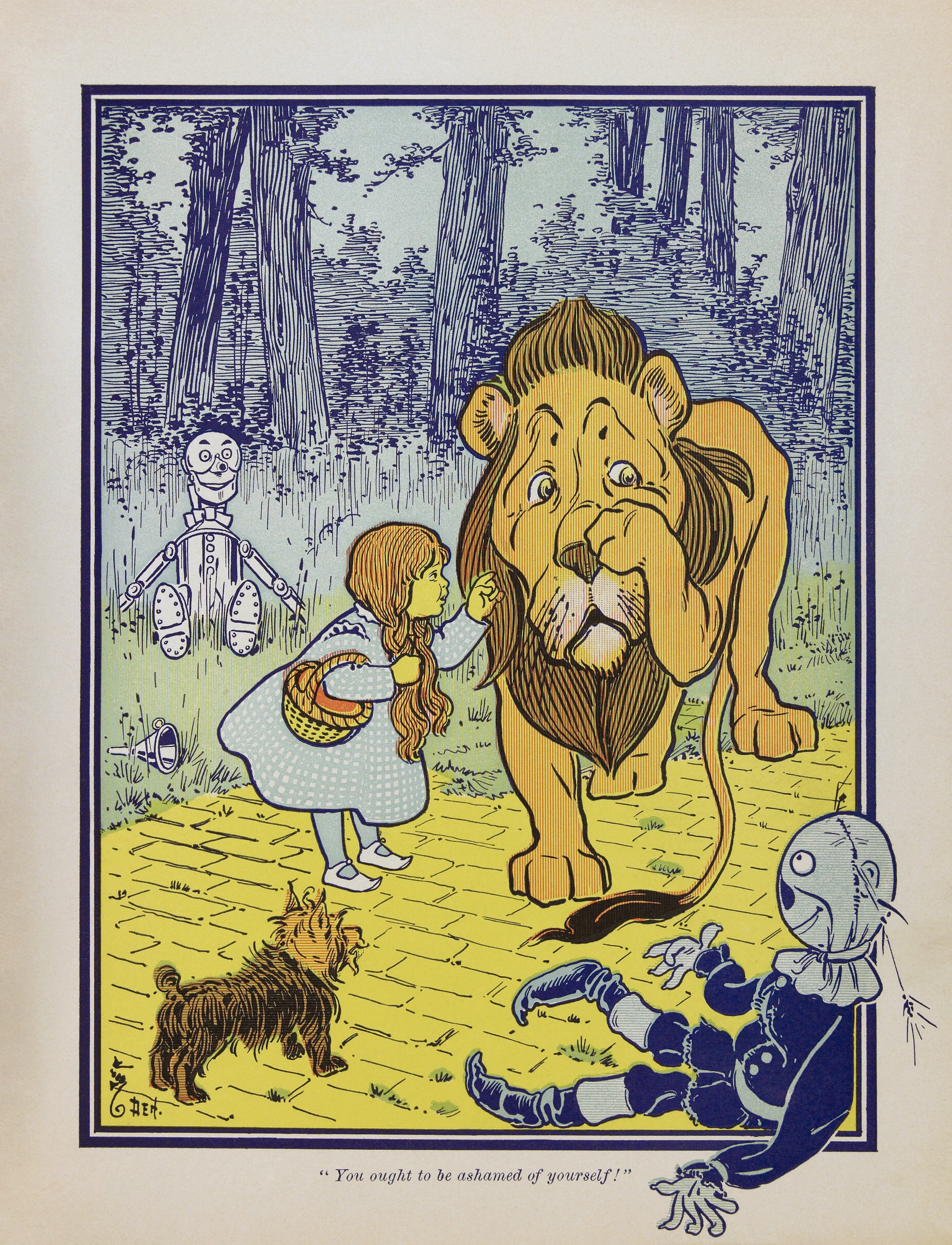
Dorothy ontmoet de bange leeuw
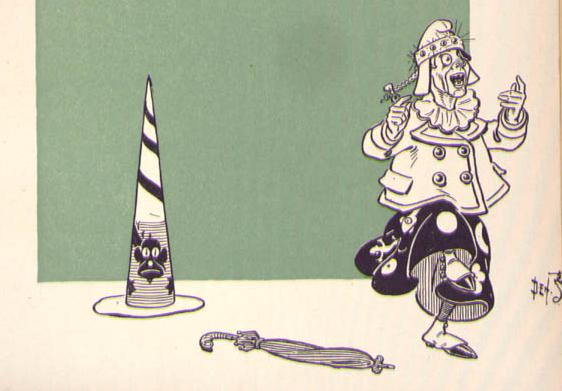
De Boze Heks van het Westen
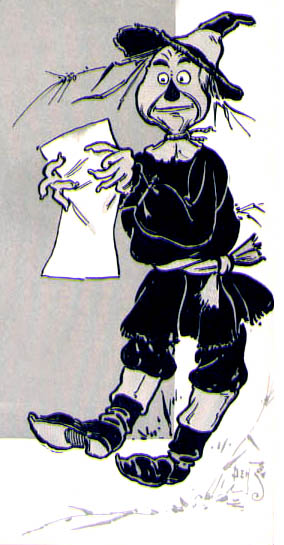
De vogelverschrikker
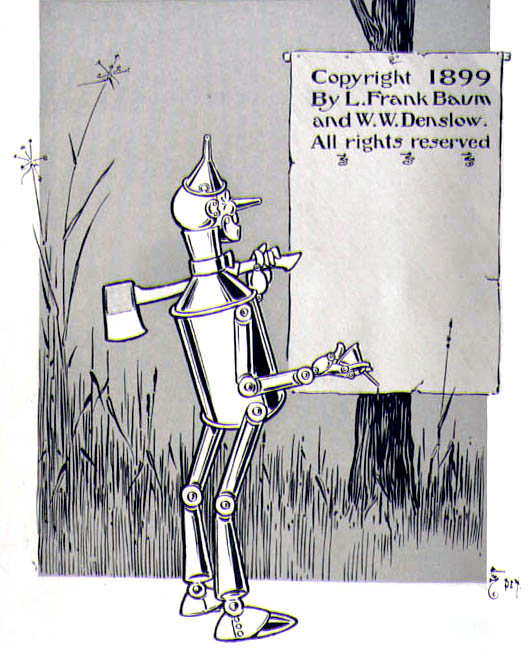
De blikken man
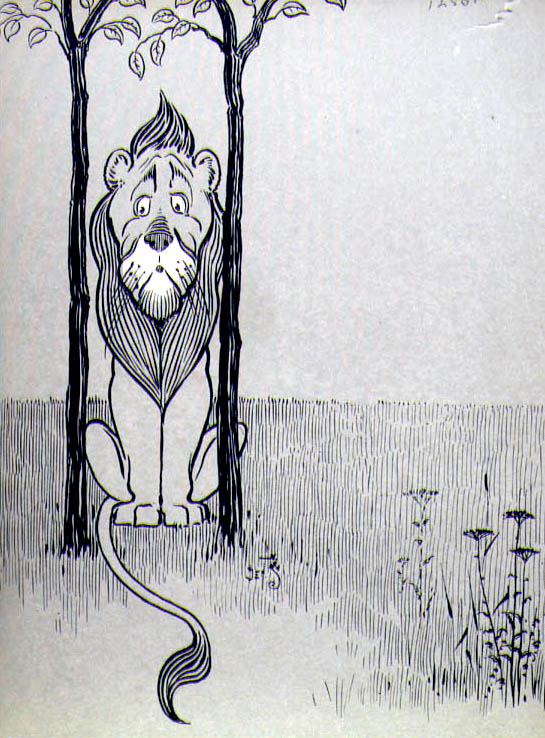
De bange leeuw
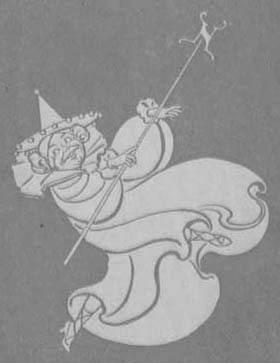

## Vervolgdelen
L. Frank Baum schreef na zijn grote succes met de The Wonderful Wizard of Oz nog vele andere Oz gerelateerde boeken. Door de manier van publiceren (als een krantenstrip) is grofweg te zeggen dat er in totaal 16 vervolgdelen van Baums hand zijn verschenen. Daarvan zijn alleen het boek Het Wonderlijke Land van Oz (The Marvelous Land of Oz) en het korte verhaal De Laffe Leeuw en de Hongerige Tijger (Little Wizard Stories of Oz: The Couwardly Lion and the Hungry Tiger) in het Nederlands verschenen. Er zijn nog veel meer Oz-boeken van verschillende schrijvers.

### Vervolgdelen door L. Frank Baum
- The Marvelous Land of Oz (1904), vertaald als Het Wonderlijke Land van Oz (2016)
- Queer Visitors from the Marvelous Land of Oz (krantenstrip 1904-1905)
- The Woggle-Bug Book (1905)
- Ozma of Oz (1907)
- Dorothy and the Wizard in Oz (1908)
- The Road to Oz (1909)
- The Emerald City of Oz (1910)
- The Patchwork Girl of Oz (1913)
- Little Wizard Stories of Oz (1914), een van de 6 verhaaltjes is vertaald als: De Laffe Leeuw en de Hongerige Tijger (2015)
- Tik-Tok of Oz (1914)
- Scarecrow of Oz (1915)
- Rinkitink in Oz (1916)
- The Lost Princess of Oz (1917)
- The Tin Woodman of Oz (1918)
- The Magic of Oz (1919) (Postuum gepubliceerd)
- Glinda of Oz (1920) (Postuum gepubliceerd)